# دورين ماير
دورين ماير (بالألمانية: Doreen Meier)‏ (9 نوفمبر 1968 بغيرا في ألمانيا - ) هي لاعبة كرة قدم ألمانية (وحملت سابقاً جنسية ألمانيا الشرقية) في مركز الهجوم.

## وصلات خارجية
- دورين ماير على موقع عالم كرة القدم.نت (الإنجليزية)